# Кардозу, Матеус Эвангелиста
Матеус Эвангелиста Кардозу (порт. Mateus Evangelista Cardoso; род. 15 февраля 1994, Порту-Велью) ― бразильский паралимпийский спортсмен, страдающий церебральным параличом. Участвует в соревнованиях по легкой атлетике по классификации T37. Представлял Бразилию на летних Паралимпийских играх 2016 года в Рио-де-Жанейро, Бразилия, где выиграл серебряную медаль в мужских прыжках в длину T37. В 2021 году он выиграл одну бронзовую медаль в том же виде на летних Паралимпийских играх 2020 года, проходивших в Токио, Япония.
На летних Паралимпийских играх 2016 года он также занял 4-е место в беге на 100 метров Т37 среди мужчин.

## Биография
Родился 15 февраля 1994 года в городе Порту-Велью, Бразилия.
На Парапанамериканских играх 2015 года, проходивших в Торонто (Канада) выиграл золотую медаль в прыжках в длину в мужских соревнованиях Т37 [2], а также в мужских соревнованиях на 100 метров Т37 и на 200 метров Т37.
На своей первой Паралимпиаде в Рио-де-Жанейро в 2016 году выиграл серебряную медаль в прыжках в длину T37.
На чемпионате 2017 мира в Лондоне (Великобритания) Кардозу выиграл золотую медаль в беге на 100 метрах T37, серебряную медаль в мужских 200 метрах T37, а также серебряную медаль в прыжках в длине T37.
В 2019 году на чемпионате мира по паралимпийской лёгкой атлетике в Дубае (Объединенные Арабские Эмираты) он выиграл серебряную медаль в прыжках в длину T37 среди мужчин и получил право представлять Бразилию на летних Паралимпийских играх 2020 года в Токио, Япония.
На Паралимпийских играх 2020 в Токио Матеус Эвангелиста Кардозу стал бронзовым медалистом в прыжках в длину T37.